# Pierce County (Georgia)
Das Pierce County ist ein County im Bundesstaat Georgia der Vereinigten Staaten. Der Verwaltungssitz (County Seat) ist Blackshear.

## Geographie
Das County liegt im Südosten von Georgia, ist etwa 90 km sowohl vom Atlantik und der Nordgrenze von Florida entfernt und hat eine Fläche von 891 Quadratkilometern, wovon zwei Quadratkilometer Wasseroberfläche sind, und grenzt im Uhrzeigersinn an folgende Countys: Wayne County, Brantley County, Ware County, Bacon County und Appling County.

## Geschichte
Pierce County wurde am 8. Dezember 1857 als 119. County von Georgia aus Teilen des Ware County gebildet. Benannt wurde es nach Franklin Pierce, dem 14. Präsidenten der Vereinigten Staaten.

## Demografische Daten
Laut der Volkszählung von 2010 verteilten sich die damaligen 18.758 Einwohner auf 7.083 bewohnte Haushalte, was einen Schnitt von 2,63 Personen pro Haushalt ergibt. Insgesamt bestehen 7.986 Haushalte.
74,4 % der Haushalte waren Familienhaushalte (bestehend aus verheirateten Paaren mit oder ohne Nachkommen bzw. einem Elternteil mit Nachkomme) mit einer durchschnittlichen Größe von 3,05 Personen. In 37,7 % aller Haushalte lebten Kinder unter 18 Jahren sowie in 26,6 % aller Haushalte Personen mit mindestens 65 Jahren.
28,7 % der Bevölkerung waren jünger als 20 Jahre, 23,7 % waren 20 bis 39 Jahre alt, 27,2 % waren 40 bis 59 Jahre alt und 20,3 % waren mindestens 60 Jahre alt. Das mittlere Alter betrug 38 Jahre. 49,1 % der Bevölkerung waren männlich und 50,9 % weiblich.
86,9 % der Bevölkerung bezeichneten sich als Weiße, 8,9 % als Afroamerikaner, 0,4 % als Indianer und 0,3 % als Asian Americans. 2,2 % gaben die Angehörigkeit zu einer anderen Ethnie und 1,4 % zu mehreren Ethnien an. 4,7 % der Bevölkerung bestand aus Hispanics oder Latinos.
Das durchschnittliche Jahreseinkommen pro Haushalt lag bei 42.730 USD, dabei lebten 19,9 % der Bevölkerung unter der Armutsgrenze.

## Orte im Pierce County
Orte im Pierce County mit Einwohnerzahlen der Volkszählung von 2010:
Cities:
- Blackshear (County Seat) – 3445 Einwohner
- Offerman – 441 Einwohner
- Patterson – 730 Einwohner